# Lina Medina
 (novembre 2017).
Si vous disposez d'ouvrages ou d'articles de référence ou si vous connaissez des sites web de qualité traitant du thème abordé ici, merci de compléter l'article en donnant les références utiles à sa vérifiabilité et en les liant à la section « Notes et références ».
Lina Medina Vásquez, née le 27 septembre 1933 dans le hameau d'Antacancha de Ticrapo au Pérou, est connue pour être la plus jeune mère dans l'histoire de la médecine, ayant accouché le 14 mai 1939, alors qu'elle était âgée de 5 ans, 7 mois et 17 jours.
Ce record mondial est suivi de près par un cas similaire en Inde britannique (6 ans, 7 mois et 27 jours) en juin 1932.

## Description du cas
Ayant remarqué  chez sa jeune enfant le gonflement anormal de son abdomen, Tiburcio Medina fit appel à des guérisseurs de son village pour en avoir l'explication.[réf. nécessaire] Ceux-ci, rejetant les superstitions locales (comme celle qui veut qu'un serpent, Apu, grandisse peu à peu à l'intérieur d'une personne, finissant par la tuer), recommandèrent aux parents de conduire l'enfant à l'hôpital de la ville de Pisco. Alors que ces derniers croyaient qu'il s'agissait d'une tumeur, les médecins comprirent qu'il s'agissait d'une grossesse de 7 mois. Le docteur Gerardo Lozada, directeur de l'hôpital de Pisco, prit la fillette sous sa protection, et confirma son âge en retraçant son certificat de naissance. Le journal tabloïd de Lima La Crónica dévoila la nouvelle le 13 avril et mena une campagne pour que Lina soit emmenée à Lima, la capitale du Pérou. Elle y arriva effectivement le 11 mai, et le 14 mai 1939, un mois et demi après le diagnostic de sa grossesse, y mit au monde un garçon, par césarienne en raison de la taille trop petite de son pelvis. L'opération fut conduite par le docteur Lozada et le docteur Busalleu, assistés du docteur Colretta pour l'anesthésie.
Il semblerait qu'un promoteur américain ait fait signer au père de Lina un contrat lui accordant les droits exclusifs d'exploitation de l'affaire en dehors du Pérou, mais que le président péruvien Oscar Benavides fit annuler cette entente. Par la suite, son père ramena Lina dans son village et tenta de la cacher aux journalistes. Un photographe américain la retrouva cependant en 1947 et prit une photo d'elle à son insu. Il rencontra également Gerardo, âgé de huit ans, qui ignorait toujours que celle qu'il considérait comme une de ses sœurs était en réalité sa mère.
Ce cas a été rapporté en détail par Edmundo Escomel dans La Presse médicale, avec des détails supplémentaires : ses premières règles auraient eu lieu à l'âge de huit mois  et ses seins, bien formés, auraient commencé à se développer quand elle avait quatre ans. À cinq ans, son apparence montrait un élargissement pelvien et une maturation osseuse avancée, et une taille de 1,15 mètre.

### Son fils
Son fils, qui pesait 2,7 kg à la naissance, a reçu le prénom de Gerardo, en hommage au médecin qui avait réalisé l'opération. Malgré sa relative maturité physique, Lina restait une petite fille. C'est donc une infirmière qui alimentera et s'occupera de Gerardo.
Élevé comme le frère de Lina, Gerardo fut amené à croire que celle-ci était sa sœur. Mais, à l'âge de dix ans, après que l'on se fut moqué de lui à l'école, il apprit qu'en réalité il s'agissait de sa mère. Il atteignit l'âge adulte en bonne santé mais mourut en 1979, à 40 ans, des suites d'une maladie de la moelle osseuse. Jamais on n'a pu établir un lien quelconque entre sa maladie et le fait qu'il fût né d'une mère aussi précoce. En moyenne, les enfants issus de rapports incestueux, comme lui l'était peut-être, ont cependant davantage de problèmes de santé.

### Un père inconnu
Le mystère de l'histoire ne réside pas dans la précocité pubertaire de Lina, qui semble avoir été réglée dès l'âge de huit mois, puisque cette précocité peut s'expliquer comme le résultat d'un déséquilibre hormonal, mais dans l'identité du père de l'enfant, puisque la Péruvienne n'a jamais révélé ce secret et se refuse à en parler jusqu'à aujourd'hui, allant jusqu'à refuser une entrevue avec l'agence Reuters en 2002. Emprisonné après la naissance de l'enfant, sous l'inculpation d'inceste, le père de Lina fut libéré après quelques jours par manque de preuves. Les soupçons se sont alors portés sur un frère de Lina qui avait une déficience intellectuelle.

## Commentaires sur la naissance
Souvent, au Pérou, cette fille a été associée à la Vierge Marie, qui, selon la religion chrétienne, avait conçu son fils sans relation sexuelle, par l'opération du Saint-Esprit. Quelques personnes[Qui ?] de la région croient encore aujourd'hui que Gerardo est le fils du dieu Soleil.
Des degrés extrêmes de puberté précoce sont peu communs, mais pas impossibles. Le viol de jeunes enfants est également assez répandu. Mais la grossesse reste rare, d'une part parce que la puberté précoce est généralement traitée pour supprimer la fertilité, préserver le potentiel de croissance et réduire les conséquences sociologiques de la puberté pendant l'enfance, et d'autre part parce qu'il est en général plus facile maintenant de mettre fin à une telle grossesse qu'il ne l'était au début du XXe siècle.

### Pauvreté
Après la naissance, des policiers, des médecins et une équipe de prise de vues arrivèrent au village pour étudier ce qui venait de se passer. Beaucoup de personnes proposèrent leur aide, et l'on vit même un homme d'affaires américain offrir 5 000 dollars. Une offre misérable vint de New York : on proposait mille dollars par semaine, tous frais payés, pour que Lina et son fils fussent exposés à la Foire internationale de la ville. La seule proposition acceptée par la famille fut celle d'un homme d'affaires américain qui demandait que la mère et le bébé se rendent aux États-Unis pour que des savants étudient leur cas. Cette offre proposait à tous les deux une rente viagère qui les mettrait à l'abri du besoin.
Ces offres ont été interdites par l'État péruvien, en raison du « danger moral » que cela représentait pour Lina et son fils. Une commission a été constituée pour protéger leur vie privée, mais celle-ci a été dissoute six mois plus tard.
Lina resta à l'hôpital pendant onze mois et ne put retourner dans sa famille qu'après le début des procédures légales qui amenèrent la Cour Suprême à permettre qu'elle vive avec ses parents. Quelques années plus tard, l'État expropria Lina et détruisit sa maison, pour construire à la place une route. Aujourd'hui elle attend encore que le gouvernement veuille bien l'indemniser. Selon l'actuel mari de Lina, l'immeuble valait environ 25 000 dollars. Si jamais elle obtenait gain de cause, ce serait pour Lina la fin d'un long démêlé judiciaire.
Quelques-uns[Qui ?] attribuent à un simple préjugé le fait que le gouvernement péruvien n'ait pas apporté son aide, puisque dans d'autres pays Lina recevrait un appui total de l'État[réf. nécessaire]. L'obstétricien José Sandoval, auteur de Mère à cinq ans (Madre a los cinco años), combat depuis le temps où il était étudiant pour faire obtenir à Lina une pension viagère. En 2002, il a réussi à faire accélérer le processus et à présenter l'affaire à la première dame du pays Éliane Karp.

## Iconographie
Il y a deux photographies publiées qui documentent ce cas. La première, qui est d'une qualité assez faible, a été prise au début du mois d'avril 1939, quand Lina était enceinte de sept mois et demi. Prise du profil gauche de Lina, on la voit debout, nue. C'est la seule photo de Lina prise au cours de sa grossesse. Elle a de la valeur car elle démontre la grossesse de Lina ainsi que l'étendue de son développement physiologique. Toutefois, cette photo est peu connue en dehors des cercles médicaux.
L'autre photographie est plus claire et a été prise un an plus tard, à Lima, on y voit : Lina et Gerardo (qui avait alors 11 mois), au côté du Dr Lozada.

## Vie ultérieure
Lina a épousé à l'âge adulte Raul Jurado, avec qui elle a eu un second fils en 1972 à 38 ans. Ils vivraient dans un quartier pauvre de Lima connu sous le nom de « Chicago Chico » (Distrito de Surquillo (es)). On ne sait pas si Lina est encore en vie ou non.